# Concatedral de Logroño
La concatedral de Santa María de la Redonda es una iglesia situada en el centro del casco histórico de Logroño (La Rioja, España). Junto a las catedrales de Calahorra y de Santo Domingo de La Calzada, conforman un caso singular en el orbe católico, al ser una diócesis con tres sedes catedralicias.

## Introducción histórica

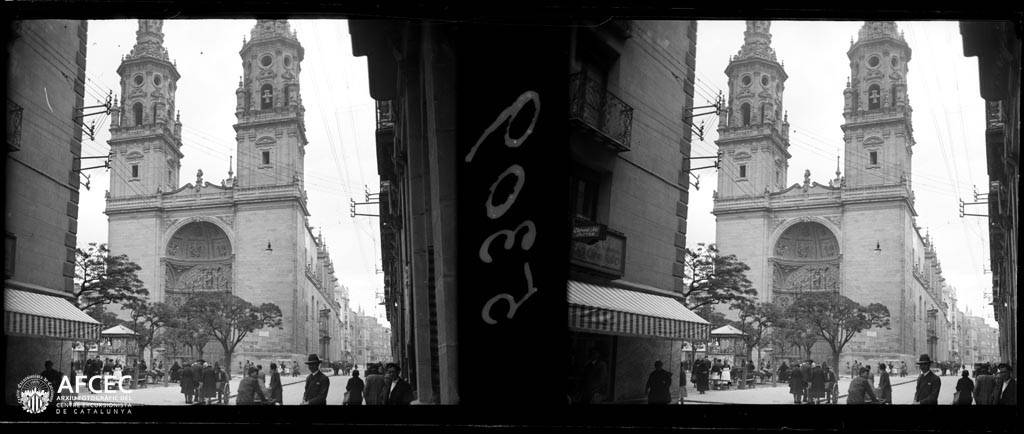
Plaza de la catedral de Logroño. Carlos Fargas i Bonell (c. 1933).

En el siglo X, el Camino de Santiago cruza el río Ebro por un primitivo puente, construido por Santo Domingo de la Calzada y San Juan de Ortega, que impulsó el asentamiento de una población, que por su desarrollo e importancia fue declarada ciudad en el año 1431.
El rey Alfonso VI de León le otorgó un fuero franco (1095),  para el asentamiento de pobladores y peregrinos. Con el transcurso del tiempo la población alcanza un notable crecimiento civil y eclesiástico,  y se construyen las iglesias de Santiago el Real, Santa María de Palacio, San Bartolomé y Santa María de la Redonda.
El templo actual, no es el primero erigido en este lugar, anteriormente hubo una iglesia románica de planta redonda o poligonal, de la que procede su denominación de «La Redonda». En el año 1435 adquiere el rango de colegiata, por su fusión con la Iglesia Colegial de San Martín de Albelda, en cuyo scriptorium se crearon importantes códices en la Edad Media. 
El día 9 de marzo de 1959, el Papa san Juan XXIII la elevó a la categoría de concatedral.

## Evolución de la Arquitectura del templo
La estructura arquitectónica de la concatedral se construye fundamentalmente desde el siglo XVI al siglo XIX.
Está compuesta por tres naves, un deambulatorio y el trascoro (Capilla de los Ángeles), con su puerta principal flanqueada por dos torres gemelas. A lo largo de los muros laterales se extienden las capillas que cierran la construcción definitiva en el norte y sur del templo.
Entre 1516 y 1538 se construye el cuerpo central en estilo Gótico de los Reyes Católicos. Alzando la vista se contempla algo similar a un palmeral de piedra sugerido por las esbeltas columnas cilíndricas sin nervadura, y el despliegue en lo alto de una filigrana de ramas que confluyen en las  bóvedas de crucería.
Las capillas laterales se van completando y enriqueciendo a lo largo de los siglos XVI y XVII, albergando pinturas y esculturas religiosas, retablos y rejerías, así como unas imágenes procedentes de otros templos o monasterios desaparecidos.
Destaca la capilla barroca de Nuestra Señora de los Ángeles (1756), junto al pórtico y el monumental retablo en piedra de la fachada principal, flanqueado por sus dos torres gemelas, construidas por Martín de Beratúa, que constituyen el icono que representa a la ciudad de Logroño. Tomaron como modelo la torre de la iglesia de Santo Tomás de Haro y se repite en otras localidades riojanas como en Santo Domingo de la Calzada, Briones, Oyón, Labraza, etc., destacando siempre en el horizonte su verticalidad y conformando lo que se ha llamado barroco riojano.
Entre las dos torres se encuentra una fachada-retablo en piedra diseñada por Juan Bautista Arbaiza. Está situada sobre la puerta principal cerrando el paso una verja.
La última ampliación arquitectónica se produjo en el siglo XIX, con la construcción del actual deambulatorio por el lado de la cabecera, prolongación de continuidad constructiva y estética de la Real Capilla del Santo Cristo del Obispo Pedro González de Castillo.
El templo, orientado rigurosamente de este a oeste, está situado en la parte central del casco antiguo de Logroño, y se abre a la antigua plaza del Mercado, junto a la calle Portales, que conserva todo su sabor histórico y en la que sigue fluyendo la vida social, religiosa y cultural de la ciudad.

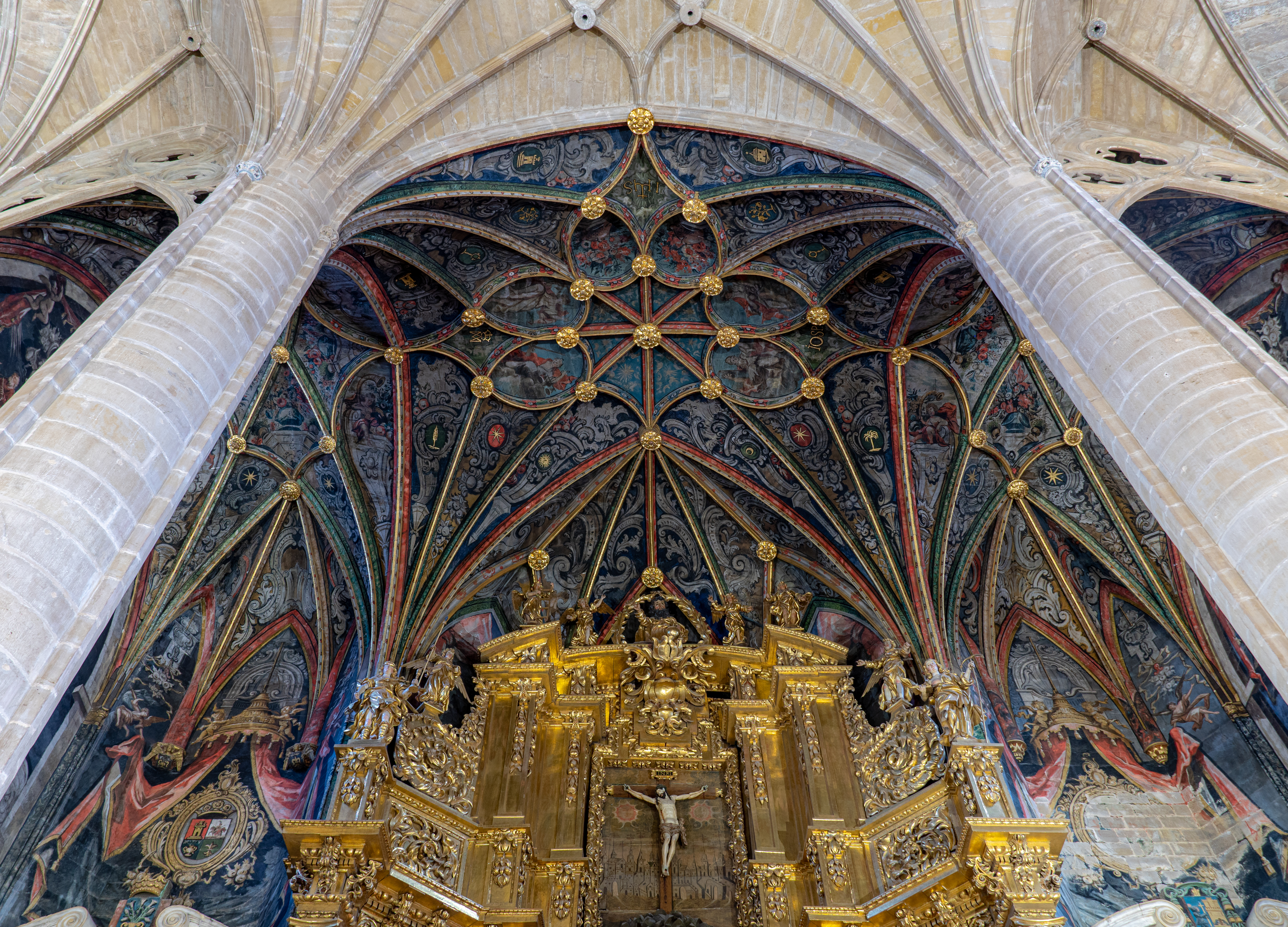
Detalle del ático del Retablo Mayor.

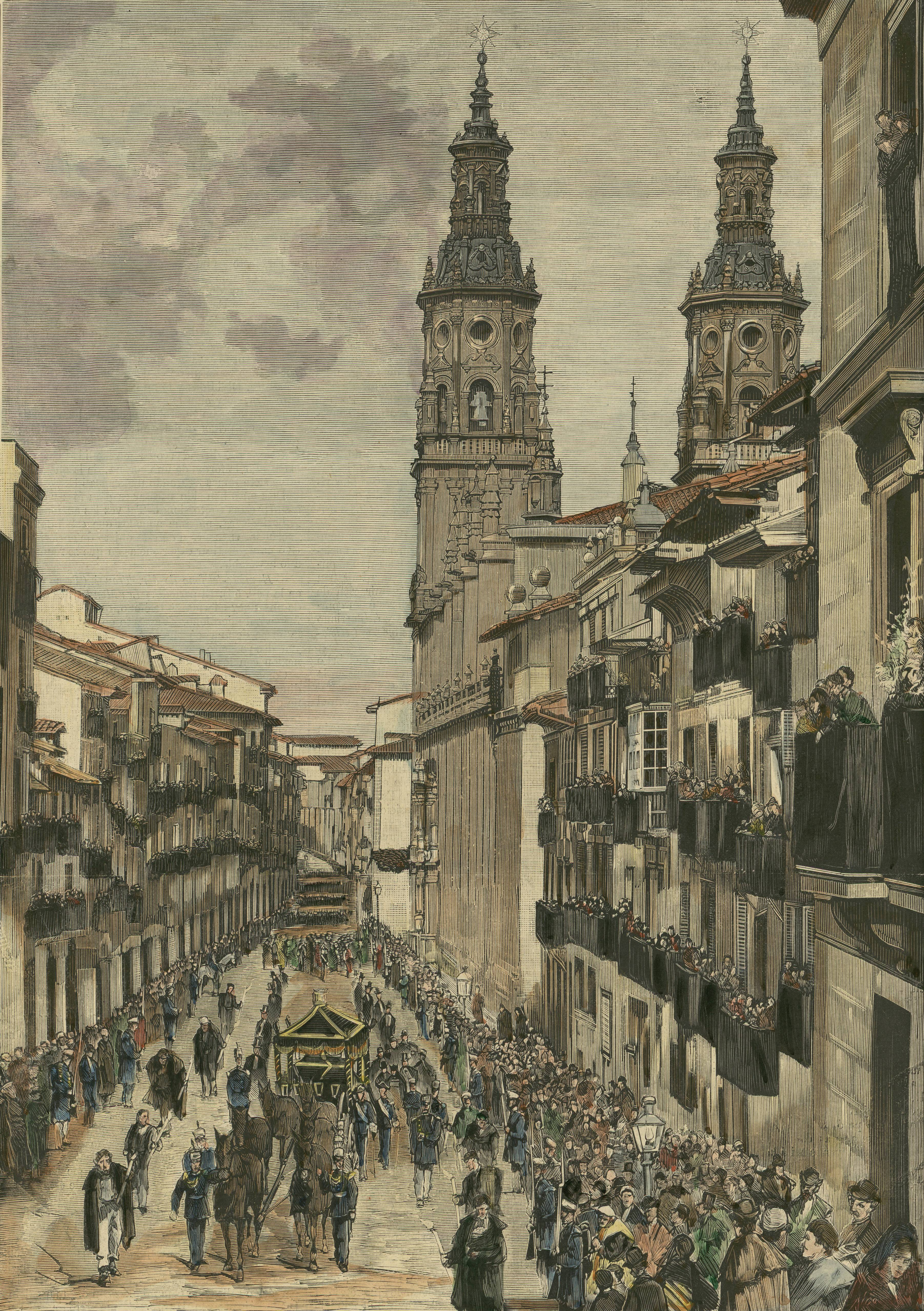
La Redonda durante el entierro del General Espartero
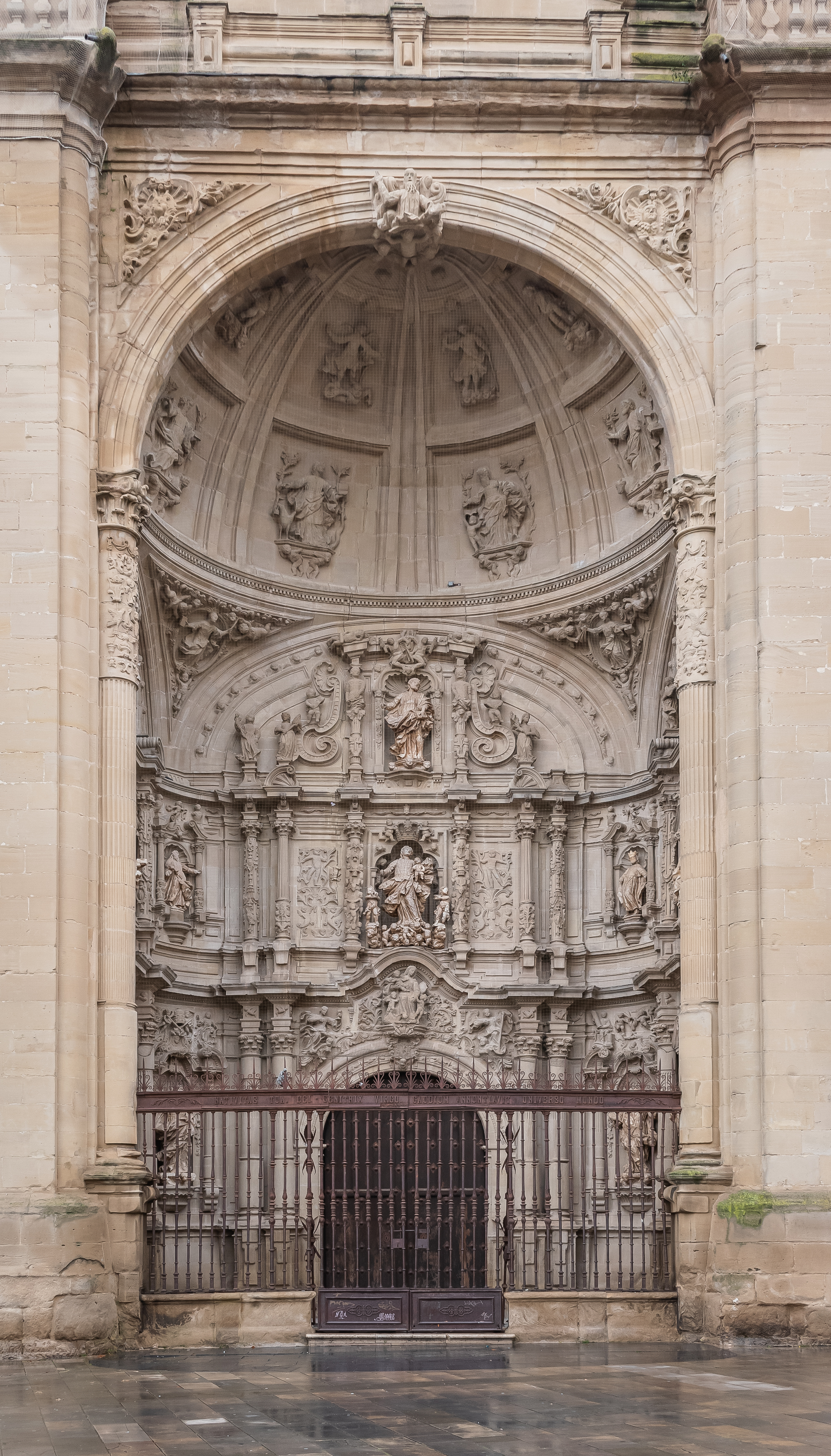
Fachada-retablo
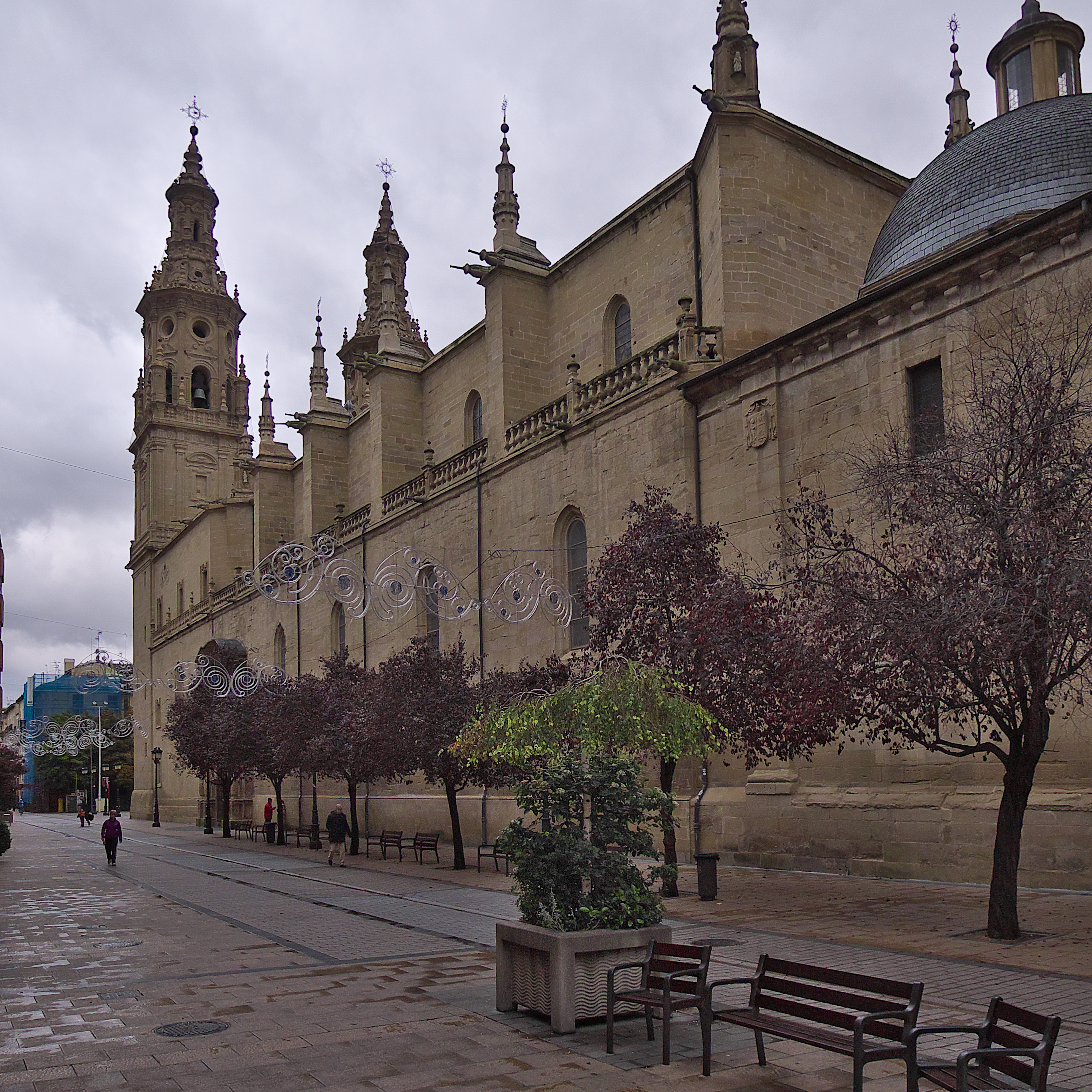
Fachada meridional
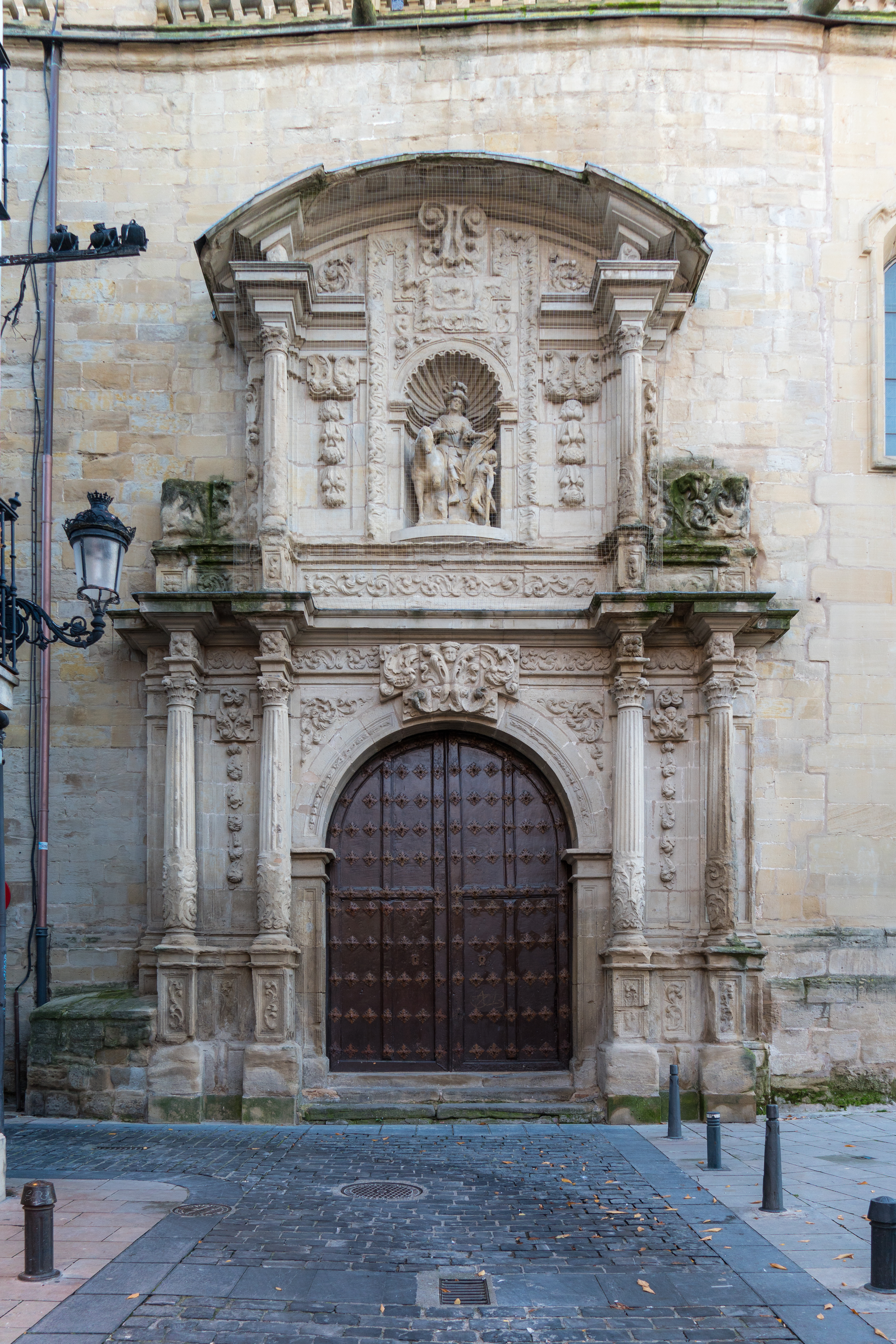
Portal Norte
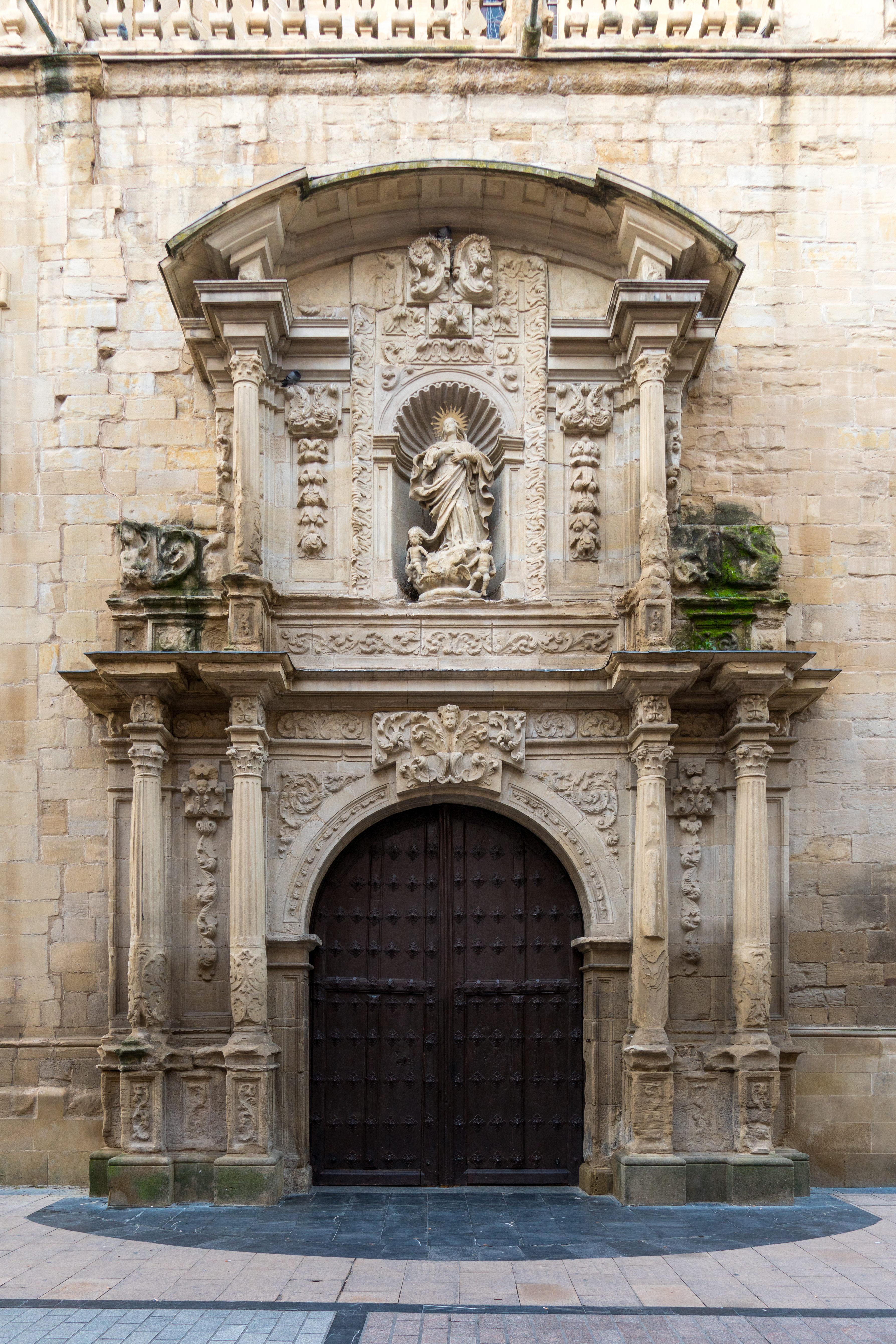
Portal Sur
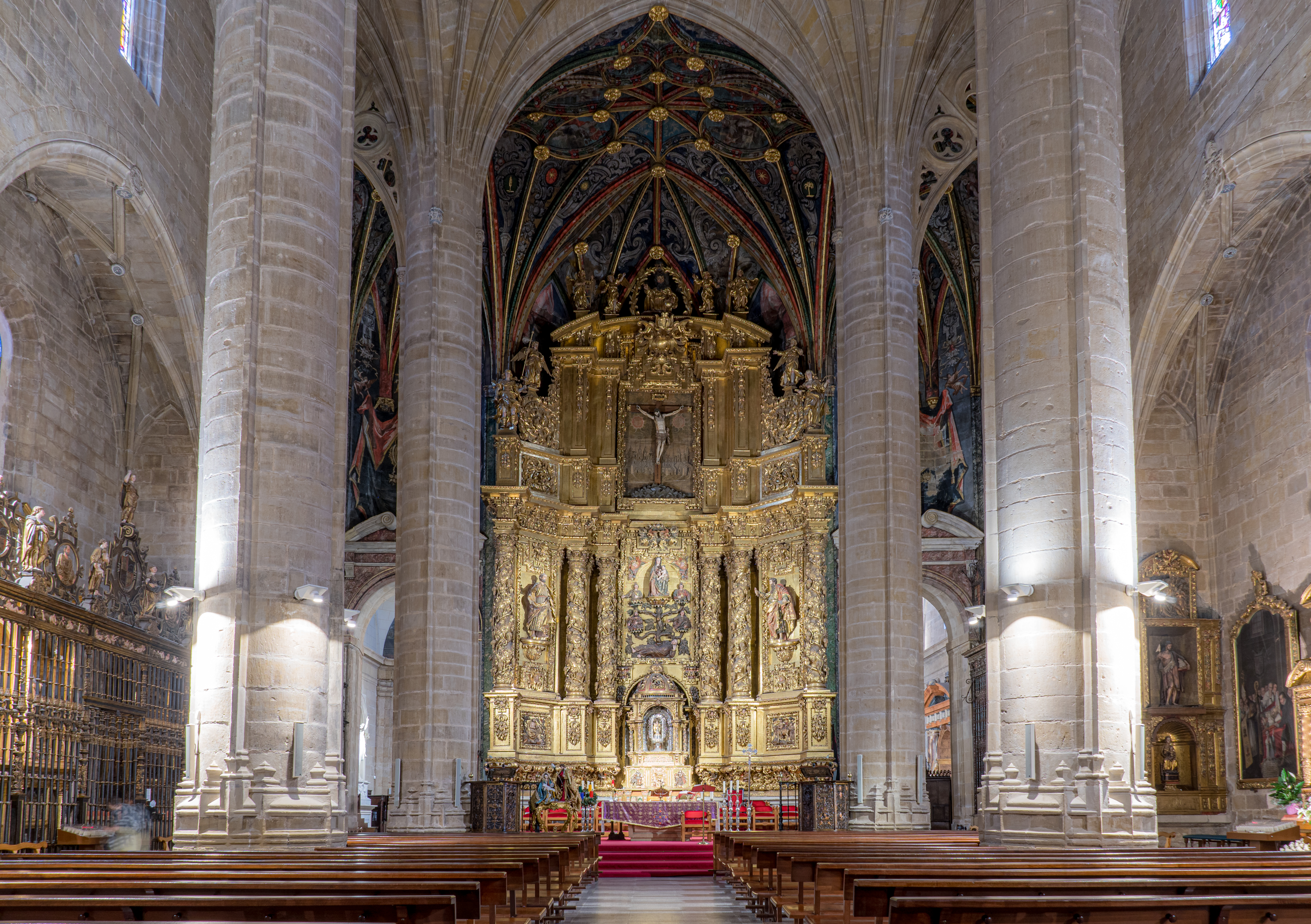
Nave central y altar mayor
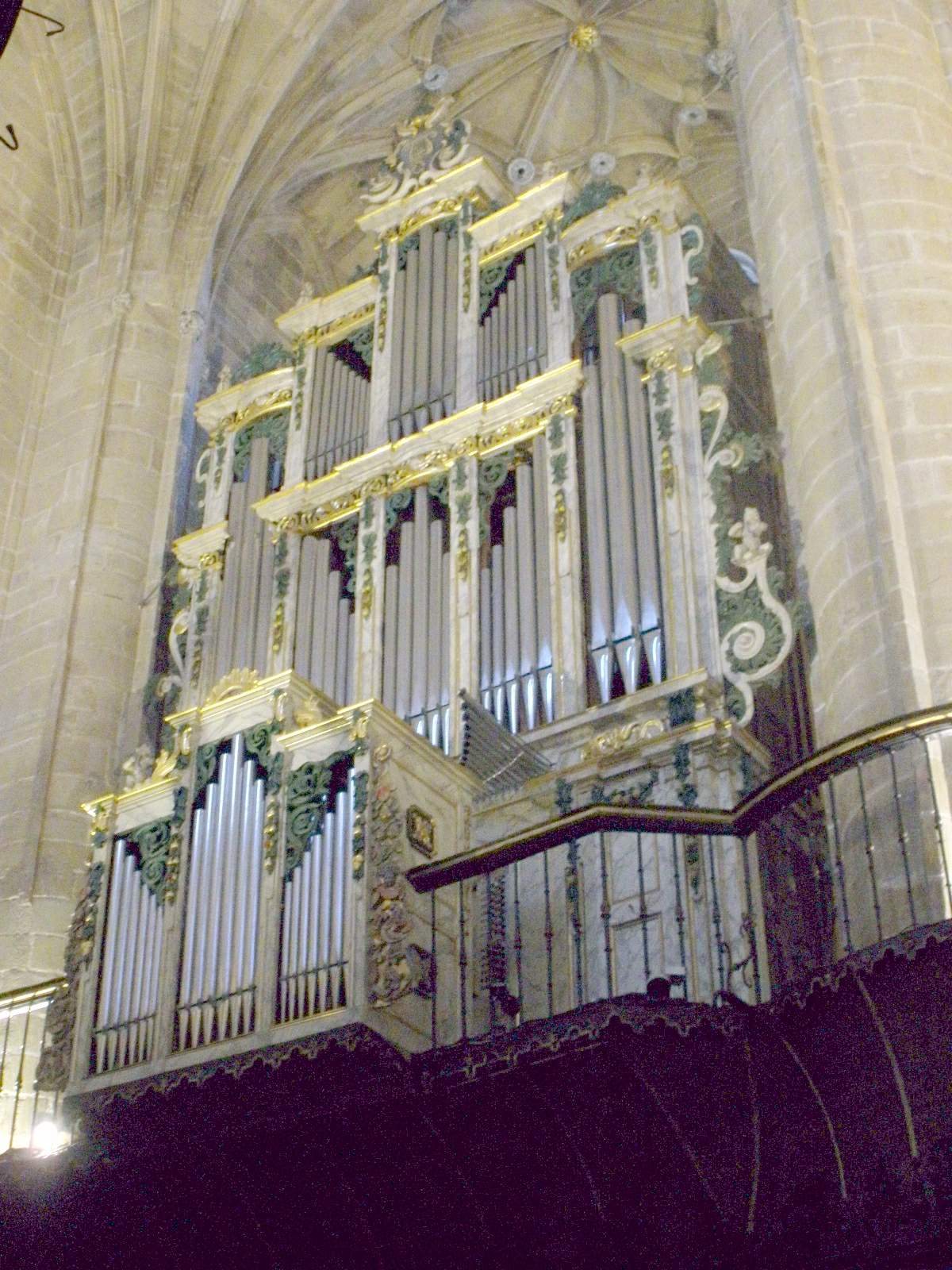
Órgano
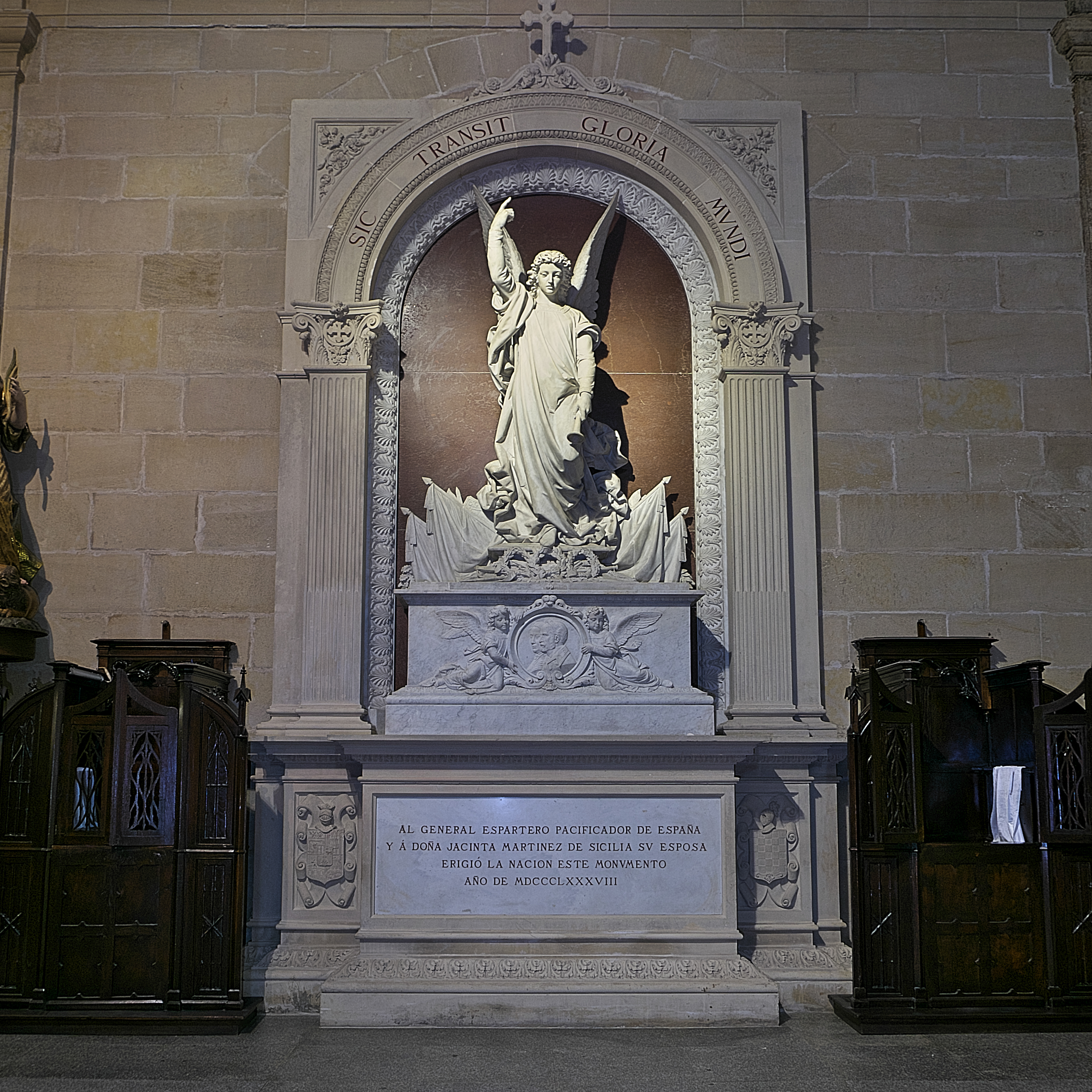
Sepulcro del general Espartero
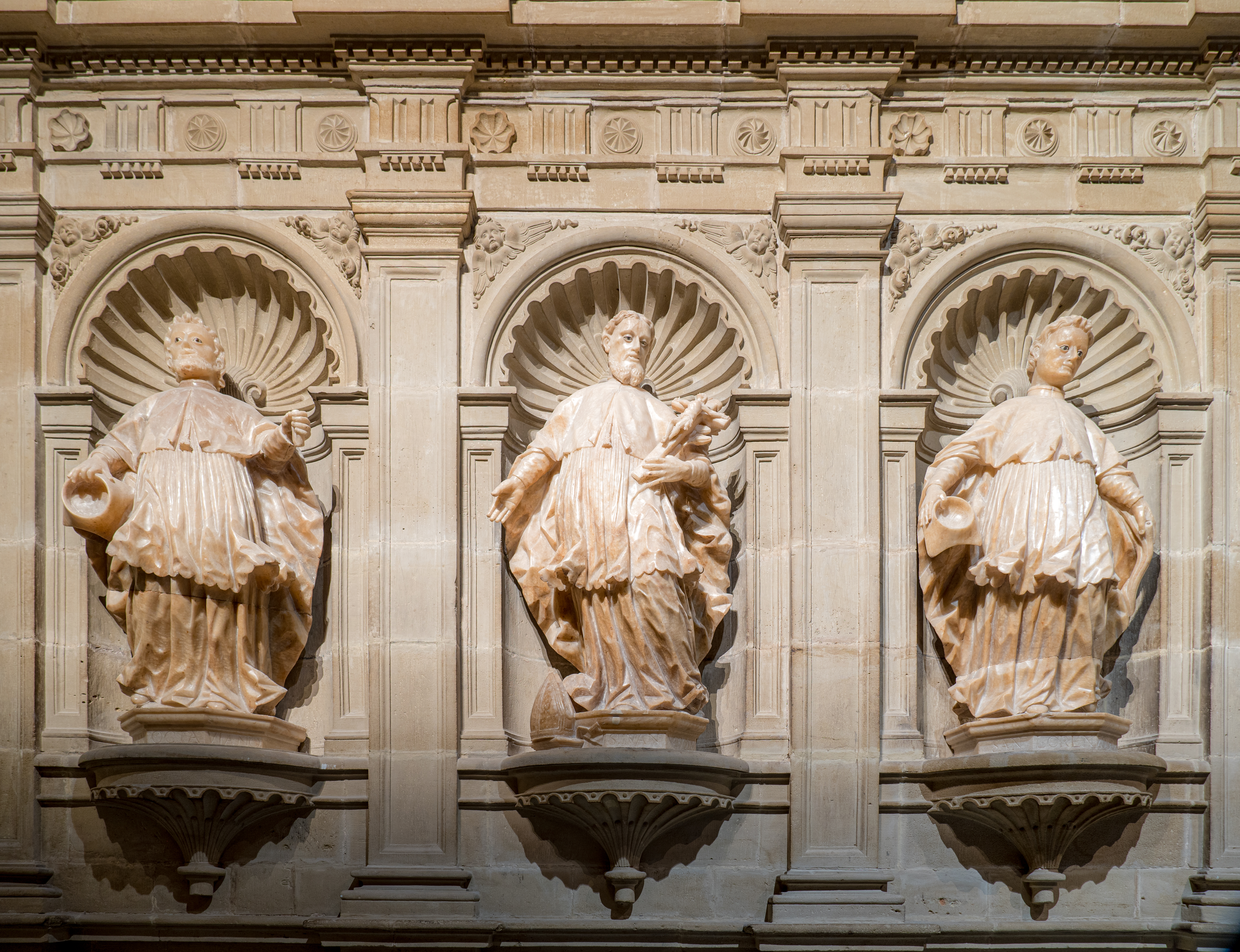
Esculturas de alabastro del trascoro.

## Colecciones artísticas

### El "Calvario de La Rioja" de Miguel Ángel Buonarroti.

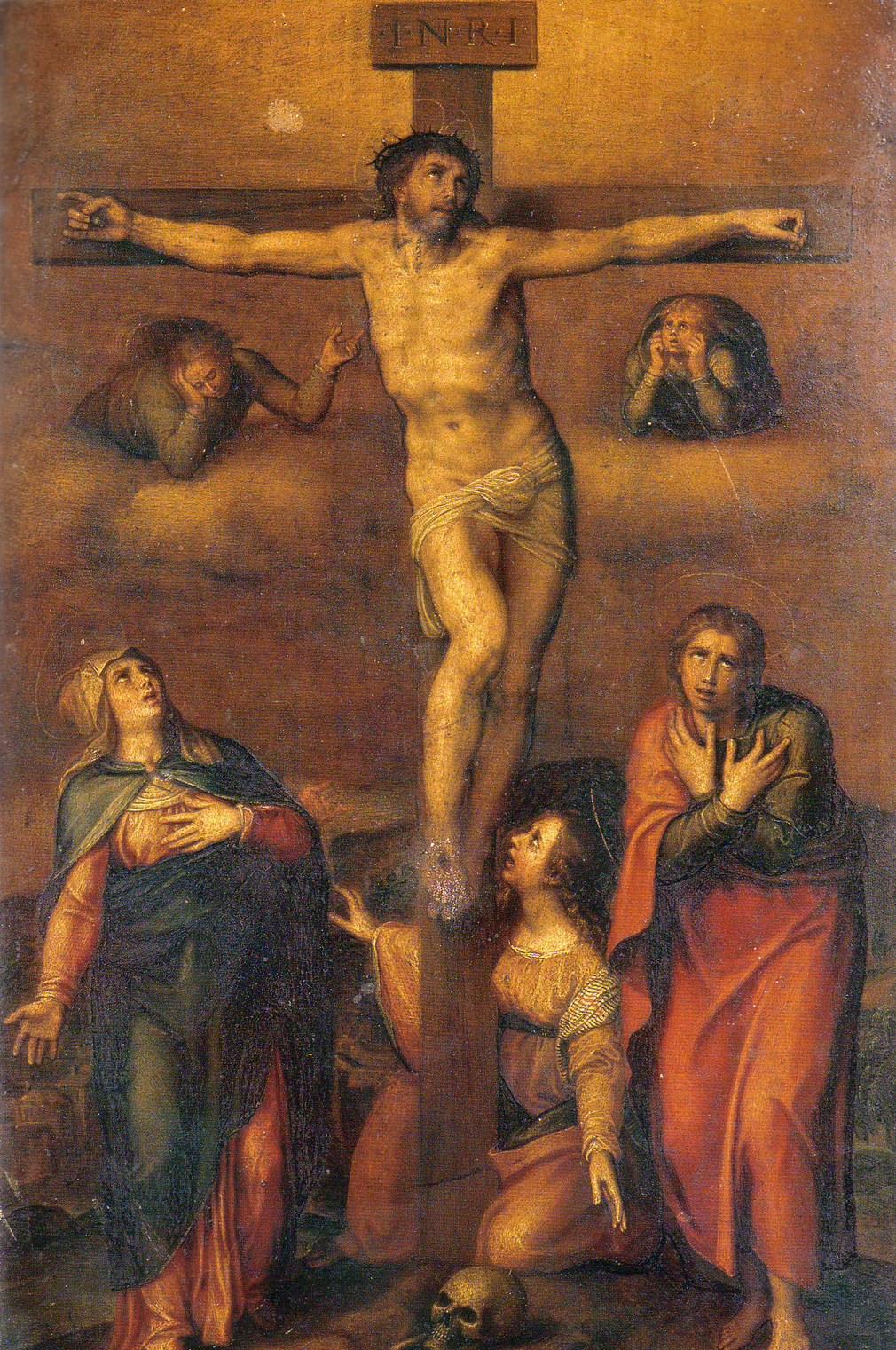
La Crucifixión atribuida a Miguel Ángel.

En el deambulatorio, tras el retablo mayor de la concatedral, se encuentra una pequeña pintura al óleo sobre tabla. Representa un Calvario con Cristo vivo, la Virgen Dolorosa, San Juan Evangelista y María Magdalena. Se atribuye a Miguel Ángel Buonarroti, a partir del testimonio del obispo Pedro González del Castillo, quien adquirió la obra. Su autenticidad, sin embargo, no está probada.
El obispo don Pedro González del Castillo, gran humanista, hizo construir en el siglo XVII la Capilla del Santo Cristo junto al altar mayor, (que siglos más tarde con sus modificaciones daría origen al deambulatorio), disponiendo su enterramiento en ella con su mausoleo y estatua orante que lo representara. Este prelado, de gran riqueza, hizo frecuentes viajes a Roma donde adquirió numerosas obras de arte con la idea de incorporarlas a su capilla.
En la relación fundacional de esta capilla de fecha 13 de octubre de 1627 se ha
ce constar:

“Ytem una ymajen de Micael Ángel original, de tabla, y de un Crucifixo y Cristo bivo, con Nuestra Señora y San Juan a los lados y la Madalena al pie de la cruz y dos ángeles en lo alto, a los dos lados del Christo, con guarnizión de ébano, que se a de poner en el testero de nuestro sepulchro, detrás de nuestro bulto, en lo alto, de manera que se bea desde fuera”

Una nota marginal añade: “Está guardado en los cofres”. También ordena el obispo que no se coloque hasta que no se levante la verja protectora de la capilla. Hay que tener en cuenta que en la relación figura un cuadro de la Sagrada Familia e indica que es copia de Rafael. Copia de muy buena mano que se puede contemplar en la concatedral.
Tras varios siglos de olvido, en la segunda mitad del siglo XX se atribuyó a la escuela de Miguel Ángel y se colocó en el deambulatorio tras el altar mayor.
El cuadro no es una copia ya que puede reconocerse el arrepentimiento del pintor quien rectificó la posición del brazo izquierdo de la Dolorosa; en efecto, inicialmente lo representó extendido pero en la versión final aparece reposando sobre el pecho. También es evidente que la figura de la Magdalena arrodillada fue incluida de una manera forzada rompiendo la simetría del original, imagen que no aparece en otros cuadros que siguen este esquema. Además, siempre según estos estudios, se trata de una obra de muy alta calidad artística. Existen otras reproducciones de este Calvario pero de muy baja calidad y sin incluir a la Magdalena;por lo que la atribución a Miguel Ángel, hecha por el comprador, es verosímil; no obstante quedan pendientes estudios que determinen de manera concluyente la autoría.

### Tablas flamencas de Gillis de Congnet
Gillis Congnet, nacido en 1542 en Amberes y muerto en 1599 en Hamburgo, pintó estas tablas en Amberes en 1584, según aparece plasmado en la tarima al pie del cuadro de La Anunciación. Las tablas llegaron a esta iglesia procedentes de la capilla del Señorío de Somalo en las proximidades de Nájera. Sus titulares las adquirieron en París a comienzos del siglo XXIII y las colocaron en su capilla. En este mismo siglo las donaron a la iglesia de La Redonda. Reconocida su calidad artística y comprobando su deterioro, el Museo del Prado y una entidad bancaria procedieron a su restauración, quedando patente su impresionante belleza.
Son seis tablas de 131 x 88 centímetros representando a San Pedro, la Resurrección de Cristo, San Juan Bautista, la Anunciación de María, La Epifanía y la Asunción de la Virgen; y tres de 26,5 x 96 centímetros que muestran varias escenas de la vida de San Francisco de Asís.
- Anunciación. Pintados primorosamente vemos todos los elementos característicos de esta escena: María en oración con un libro abierto junto al lecho y canasta de labores. Las azucenas del jarrón son símbolo de virginidad. Completan el cuadro el Espíritu Santo en forma de paloma y el Ángel mensajero en actitud de bendecir más que de anunciar.
- Epifanía. La Epifanía sorprende por la viveza de la ternura que expresan los rostros y las actitudes. Recuerda al Bosco sobre todo al contemplar la choza y el curioso que se asoma por un boquete de la pared.
- San Pedro. La figura de San Pedro tiene una fuerza y autoridad imponentes. La llave que empuña en su mano derecha más parece una espada o cetro. Las formas corporales que se adivinan bajo la túnica recuerdan al Miguel Ángel de la Capilla Sixtina. Al fondo en los laterales de la figura se observan las escenas de la vocación y martirio de San Pedro.

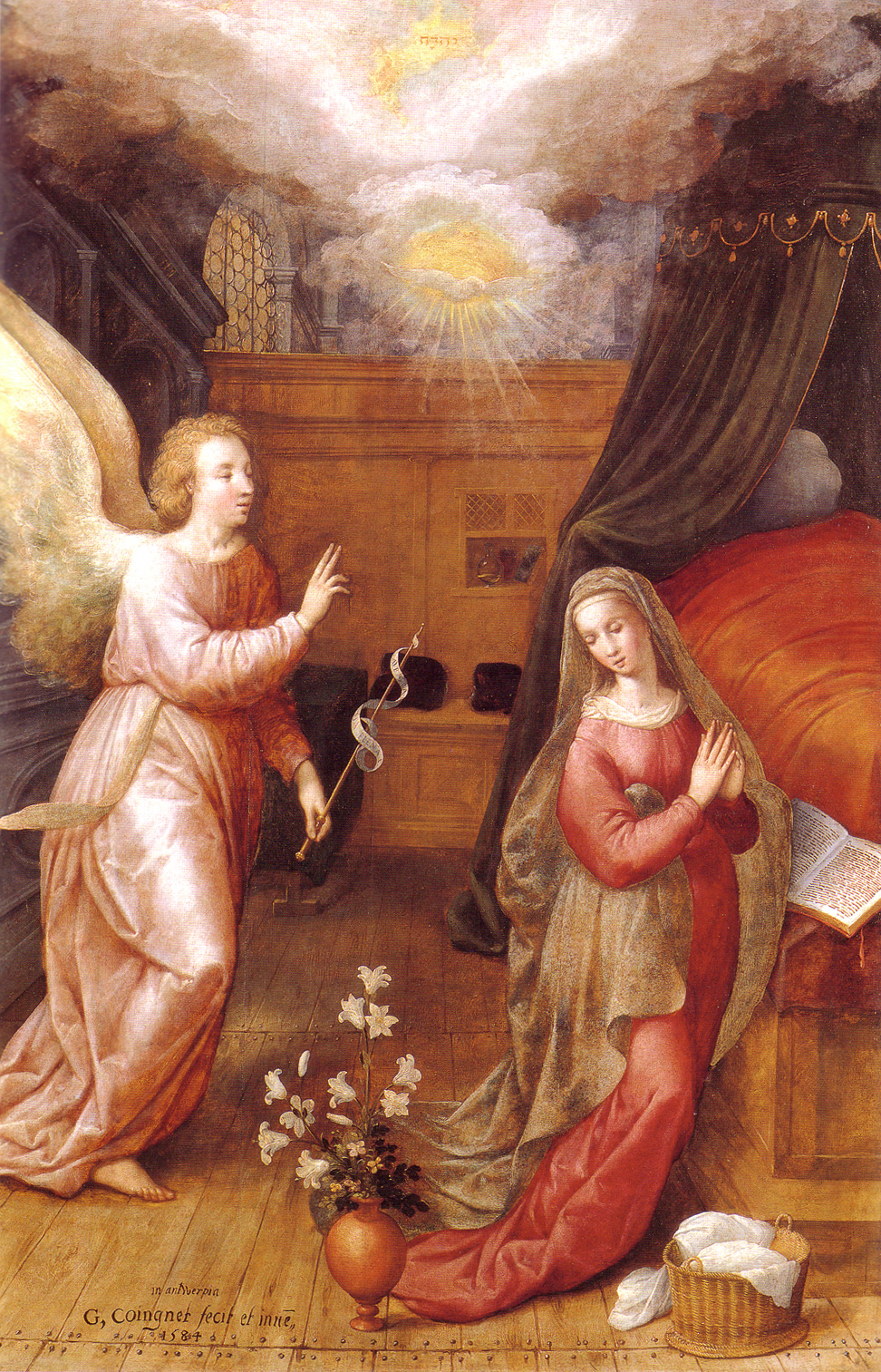
Anunciación
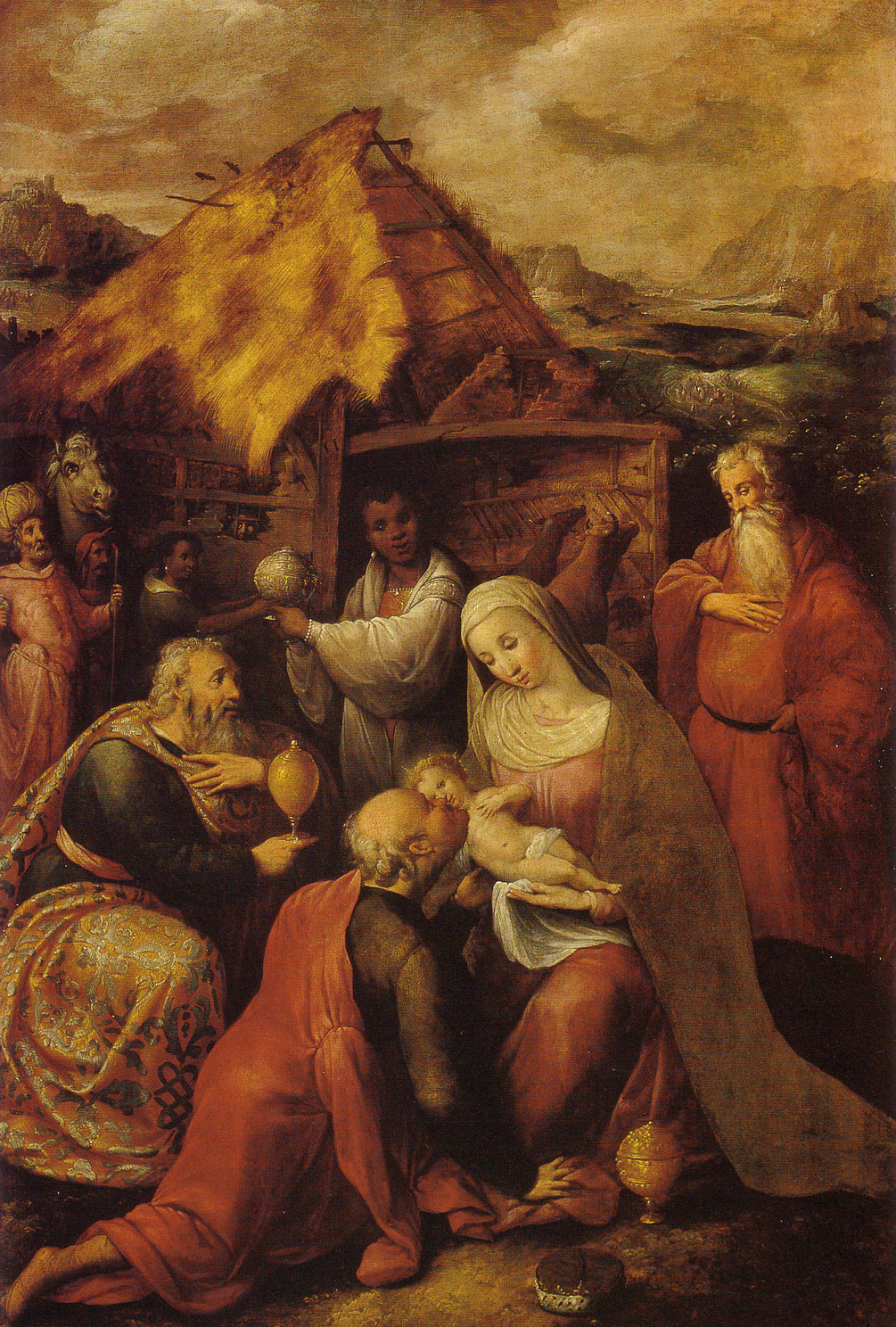
Epifanía
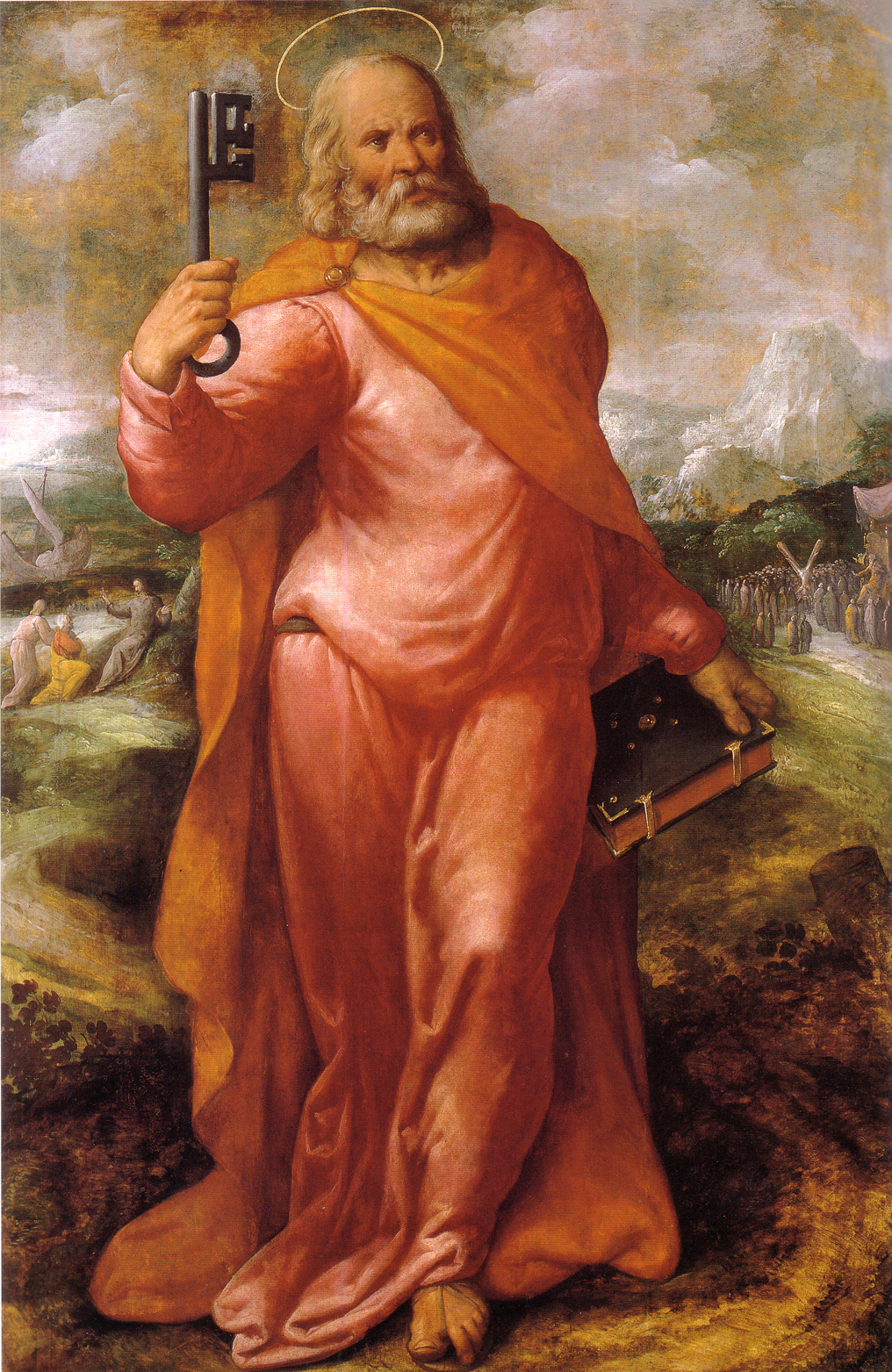
San Pedro

### Otras obras de arte

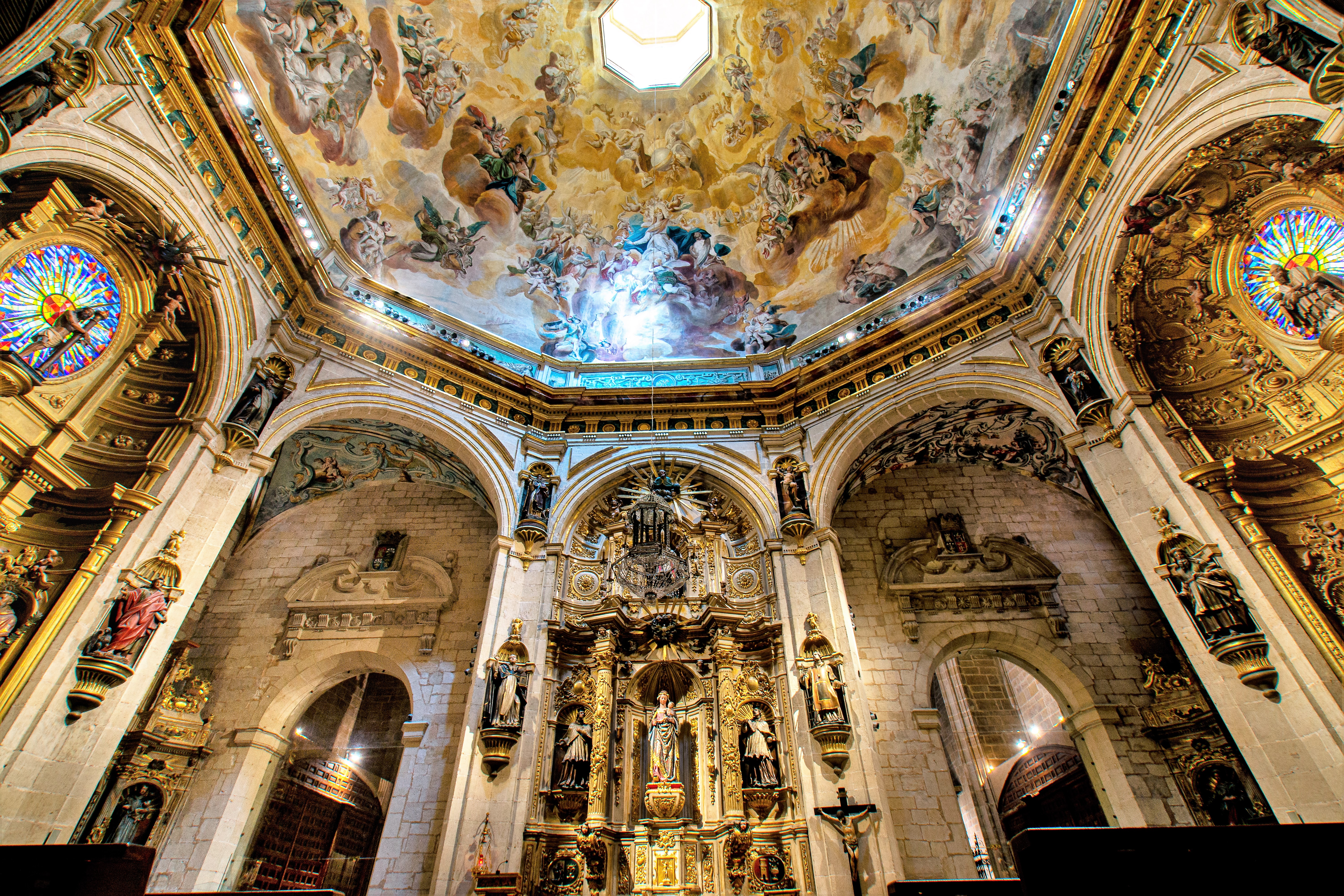
Capilla de los Ángeles.

- Capilla de los Ángeles.Asunción-Coronación de María. Conjunto flamenco de la segunda mitad del siglo XV procedente del Señorío de Somalo y que anteriormente presidió el retablo del altar mayor de la iglesia de Santa María la Real de Nájera.
- Adoración de los Reyes. Altorrelieve tallado en Amberes en 1554 en un bello estilo romanista. Plantea una escena llena de ternura y expresividad en un amplio entorno de sorprendente perspectiva.
- Inmaculada. Imagen del siglo XVII tallada por el artista gallego Gregorio Fernández.
- San Prudencio de Armentia. Busto hispano-flamenco de orfebrería de plata, datado en 1461 según consta en la inscripción gótica al pie del mismo. Procede del Monasterio de Monte Laturce, hoy en ruinas, junto a Clavijo. En esta capilla también están depositadas las reliquias de este santo patrón de Álava y las de otros santos riojanos.
- Lavatorio. Armoniosa composición de la escena del lavatorio de los pies a los Apóstoles por Jesucristo en la Última Cena. Relieve de estilo romanista del siglo XVI.